# Ebenezer Emmons

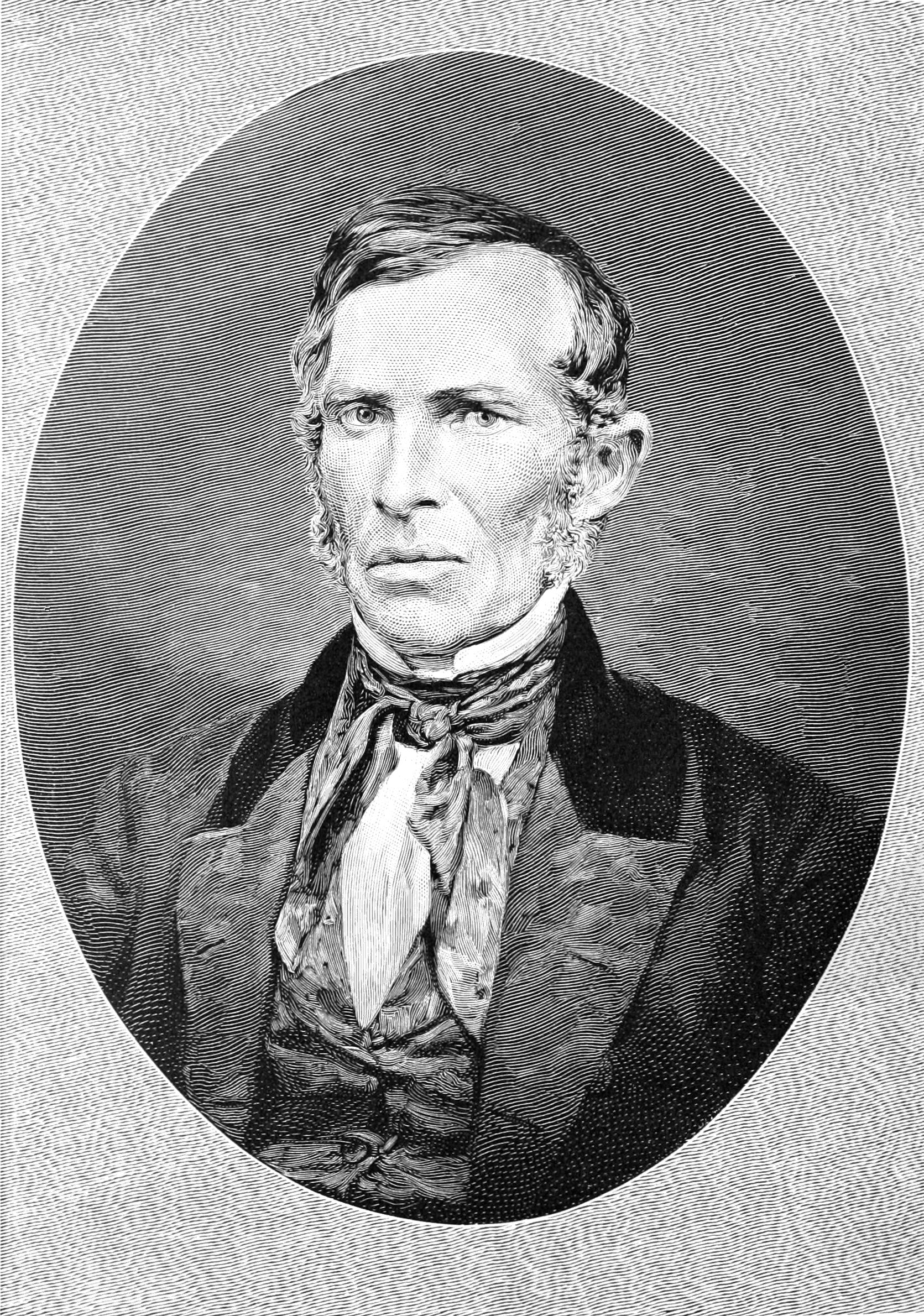
Ebenezer Emmons (um 1850)

Ebenezer Emmons (* 16. Mai 1799 in Middlefield, Massachusetts; † 1. Oktober 1863 im Brunswick County, North Carolina) war ein US-amerikanischer Geologe. Er benannte die Adirondack Mountains und war ein Pionier der geologischen Landesaufnahme und Stratigraphie in den USA, ausgehend vom Staat New York, der als Vorbild für weitere Staaten in den USA diente.

## Leben
Emmons studierte am Williams College mit dem Abschluss 1818 sowie an der Berkshire Medical School und praktizierte eine Weile als Arzt in Chester. Sein Interesse für Geologie – er assistierte seinem Lehrer Chester Dewey (1784–1867) 1824 bei einer geologischen Karte – ließen ihn am Rensselaer Polytechnic Institute sein Studium bei Amos Eaton fortsetzen mit dem Abschluss 1826. Im selben Jahr erschien sein Lehrbuch der Geologie und Mineralogie. 1828 kehrte er als Professor für Chemie ans Williams College zurück. Er erhielt dort 1830 eine Juniorprofessur (neben Eaton), die er zehn Jahre bis 1839 innehatte. 
Seit dessen Gründung 1836 war er mit dem Geological Survey von New York verbunden (als Staatsgeologe des nördlichen Distrikts). Man wollte nach dem Vorbild von Edward Hitchcock in Massachusetts den Staat geologisch kartieren und erkunden. Beteiligt waren auch die Geologen Lardner Vanuxem (1792–1848), Timothy Conrad (1803–1877) und William M. Mather (1804–1859) sowie kurz darauf James Hall, nachdem Conrad Staatspaläontologe wurde.
Er ist der Begründer der Stratigraphie des Paläozoikums im Staat New York. Er etablierte mit seinen Kollegen vom Geological Survey von New York (besonders Vanuxem und Hall) das New York System (auch New York Transition System) für die paläozoischen Gesteine (im Alter vor dem Karbon). Außerdem führte er um 1840 das Takonische System für die paläozoischen Gesteine der Faltungszone der Takonischen Orogenese ein.
Emmons war in einen heftigen Streit mit seinem Schüler James Hall über das Alter der Schichten des Takonischen Systems verwickelt. Er hielt sie für kambrisch (was später bestätigt wurde), Hall hielt sie für ordovizisch. Der Streit ging auch vor Gericht. Emmons unterlag und wurde aus dem Geological Survey ausgeschlossen. Er ging 1851 nach North Carolina, um dort die geologische Landesaufnahme zu leiten.
1837 bestieg er den höchsten Berg im Staat New York, den Mount Marcy, als Erster in der überlieferten Geschichte.
1838 benannte er die Adirondacks und 1844 die Taconic Mountains (ein Teil der Appalachen am Ostrand New Yorks an der Grenze zu Connecticut und Massachusetts). Er war Mitgründer der American Association of Geologists, die 1838 in seinem Wohnhaus in Albany gegründet wurde.
Emmons und Hall sind Seite an Seite in Albany begraben (Albany Rural Cemetery).

## Ehrungen
- Der Mount Emmons in den Adirondacks ist nach ihm benannt.
- Eine Überschiebungslinie, die sich von Neufundland durch Vermont und New York südwärts bis Pennsylvania erstreckt und Schichten des unteren Kambrium mit dem mittleren Ordovizium in Kontakt bringt, ist nach ihm benannt (Emmons Line, früher Logan´s Line zu Ehren von William Edmond Logan). Sie zieht sich auch mitten durch den Campus des Rensselar Polytechnic Institute.

## Erstbeschreibungen (valide)
- Gattung: Lepacyclotes EMMONS 1856
- Art: Lepacyclotes circularis EMMONS 1856

## Schriften
- Manual of Mineralogy and Geology, Albany 1826 (und viele folgende Auflagen)
- Report on the Second Geological District of New York, 1842
- Natural History of New York 1848
- Agriculture of New York, 5 Bände, Albany 1846–1854
- A treatise upon American Geology, 1854
- Geological report of the Midland Counties of North Carolina. 352 S., George P. Putnam & Co., New York 1856
- American Geology, containing a statement of the principles of the science with full illustrations of characteristic american fossils, 6 Bände, Albany 1854–1857
- Manual of Geology 1860
- The Swampland of North Carolina, 1860